# دن کامیلو و عالی‌جناب پپونه
دُن کامیلو و عالی‌جناب پپونه (ایتالیایی: Don Camillo e l'onorevole Peppone) که با نام دور آخرِ دُن کامیلو (انگلیسی: Don Camillo's Last Round) یک فیلم کمدی ایتالیایی به کارگردانی کارمینه گالونه است که در سال ۱۹۵۵ به نمایش درآمد.

## چکیده داستان
دون کامیلو با مسیح در مورد رویدادی راز و نیاز می کند که زندگی مردم روستای کوچک برسچلو را آشفته کرده است: شهردار کمونیست، پپپون، خود را برای انتخابات نامزد می کند. اما برای این منظور باید امتحان اخذ گواهینامه پایان تحصیلات را بگذراند. پپیون شجاع خوشبختانه در امتحان خود از کمک مشتاقانه دون کامیلو بهره مند، و در انتخابات برنده می شود.

## بازیگران
- جینو چروی
- فرناندل
- لدا گلوریا
- اومبرتو اسپادارو
- ممو کاروتنوتو
- سارو اورزی
- گویدو چلانو
- لوئیجی تسی
- مارکو تولی
- جووانی اونوراتو